# Litauen ved sommer-OL 2016
Litauen deltog ved Sommer-OL 2016 i Rio de Janeiro som blev arrangeret i perioden 5. august til 21. august 2016.

## Medaljer
| 2016 Rio de Janeiro | Guld | Sølv | Bronze | Total |
| Litauen             | 0    | 1    | 3      | 4     |

### Medaljevinderne
| Litauen under sommer-OL 2016 i Rio de Janeiro | Litauen under sommer-OL 2016 i Rio de Janeiro | Litauen under sommer-OL 2016 i Rio de Janeiro | Litauen under sommer-OL 2016 i Rio de Janeiro | Litauen under sommer-OL 2016 i Rio de Janeiro |
| Medalje                                       | Navn                                          | Sport                                         | Event                                         | Dato                                          |
| --------------------------------------------- | --------------------------------------------- | --------------------------------------------- | --------------------------------------------- | --------------------------------------------- |
| Sølv                                          | Mindaugas Griškonis Saulius Ritter            | Roning                                        | Mændenes dobbeltsculler                       | august 11                                     |
| Bronze                                        | Milda Valčiukaitė Donata Vištartaitė          | Roning                                        | Kvindernes dobbeltsculler                     | august 11                                     |
| Bronze                                        | Aurimas Didžbalis                             | Vægtløftning                                  | Mændenes 94 kg                                | august 13                                     |
| Bronze                                        | Aurimas Lankas Edvinas Ramanauskas            | Kano og kajak                                 | Mændenes K-2 200 meter                        | august 18                                     |